# ジェフ・ベック・グループ (アルバム)
『ジェフ・ベック・グループ』（Jeff Beck Group）は、1972年にリリースされたジェフ・ベック・グループのアルバム。第二期ジェフ・ベック・グループの2作目に当たり、そのジャケット・デザインから、通称『オレンジ・アルバム』と呼ばれる。

## 解説
前作『ラフ・アンド・レディ』（1971年）を完成した半年後、彼等は本作のレコーディングに入る。前作でプロデューサー不在による負担を感じたベックは、ブッカー・T&ザ・MG'sのギタリストであるスティーヴ・クロッパーにプロデュースを依頼する。この人選は彼のブラック・ミュージックに対する憧憬がより明確に現れた結果だった。
レコーディングはメンフィスのTMIスタジオで行われたが、コージー・パウエル（ドラムス）が階段で足を踏み外して指を骨折するというアクシデントに遭遇し、作業とツアーが延期された。
1972年2月、制作終了。アルバム・タイトルにはバンド名が使用された。
前作同様、本作にも4チャンネル・ステレオ盤が存在し、全曲のミックスが異なっている。数曲でギターのテイクが異なる曲も存在している。
彼等は4月の本作発表と相前後してイギリス及びヨーロッパ・ツアー、続いてアメリカ・ツアーを行なった。ベックはメンバーのパフォーマンスに次第に不満を感じるようになり、再びティム・ボガート（ベース）とカーマイン・アピス（ドラムス）との接触を図った。カクタスでの活動に限界を感じていた2人が誘いに応じたので、彼はマックス・ミドルトン（キーボード）を残してパウエル、クライヴ・チャーマン（ベース）、ボブ・テンチ（ヴォーカル、ギター）を解雇。第二期ジェフ・ベック・グループは7月末に終わった。
8月1日のピッツバーグ公演で始まったジェフ・ベック・グループ名義のアメリカ・ツアーは、ベック、ミドルトン、ボガート、アピス、キム・ミルフォード（ヴォーカル）の5人編成で行なわれた。しかしミルフォードは力量不足から直ぐに解雇され、同月8日のシカゴ公演にはテンチが呼び戻された。ツアーが19日のシアトル公演で終了すると、テンチとミドルトンが脱退してベック、ボガート、アピスの3人が残された。彼等はベック・ボガート・アンド・アピスとして活動していった。

## 曲目

### Side 1
1. アイスクリーム・ケーキ - Ice Cream Cakes (Beck) 5:40
2. グラッド・オール・オーヴァー - Glad All Over  (Bennett, Schroeder, Tepper) 2:58
3. 今宵はきみと - Tonight I'll Be Staying Here With You (Dylan) 4:59
4. シュガー・ケイン - Sugar Cane (Beck, Cropper) 4:07
5. 帰らぬ愛 - I Can't Give Back the Love I Feel for You (Ashford, Holland, Simpson) 2:42

### Side 2
1. ゴーイング・ダウン - Going Down (Nix) 6:51
2. アイ・ガット・トゥ・ハヴ・ア・ソング - I Got to Have a Song (Hardaway, Hunter, Riser, Wonder) 3:26
3. ハイウェイズ - Highways (Beck) 4:41
4. デフニットリー・メイビー - Definitely Maybe (Beck) 5:02

## パーソナル
- ジェフ・ベック: ギター、ベース
- マックス・ミドルトン: ピアノ、キーボード
- コージー・パウエル: ドラムス
- クライヴ・チャーマン: ベース
- ボブ・テンチ: ヴォーカル、ギター
- スティーヴ・クロッパー: プロデューサー